# Lukáš Masopust
Lukáš Masopust, né le 12 février 1993 à Božejov en Tchéquie, est un footballeur tchèque qui évolue au poste d'ailier droit au Slovan Liberec, en prêt du Slavia Prague.

## Biographie

### Carrière en club

#### Vysočina Jihlava
Lukáš Masopust est formé au Vysočina Jihlava, avec qui il débute en professionnel en 2012, en première division tchèque.
Masopust inscrit son premier but en professionnel le 13 avril 2014, lors d'une rencontre de championnat face au 1. FK Příbram. Il est titularisé ce jour-là et les deux équipes se séparent sur un match nul (2-2 score final).
Avec cette équipe, il inscrit un total de sept buts en championnat.

#### FK Jablonec
Le 10 décembre 2014, est annoncé le transfert de Lukáš Masopust au FK Jablonec. Il joue son premier match sous ses nouvelles couleurs le 20 février 2015 contre le 1. FC Slovácko, en championnat (victoire 1-2 de Jablonec).
Avec le FK Jablonec il découvre la coupe d'Europe, jouant son premier match contre le FC Copenhague le 29 juillet 2015, à l'occasion d'une rencontre qualificative pour la Ligue Europa 2015-2016. Il est titularisé et son équipe s'incline ce jour-là par un but à zéro.
Le 17 mars 2018, il s'illustre en étant l'auteur d'un doublé en première division, sur le terrain de son ancien club, le FC Vysočina Jihlava (victoire 0-4).
Avec Jablonec, il marque un total de 14 buts en championnat.

#### Slavia Prague
Le 18 décembre 2018, est annoncé le transfert de Lukáš Masopust au SK Slavia Prague, où il arrive en même temps que Petr Ševčík. Il joue son premier match sous ses nouvelles couleurs le 25 février 2019, lors d'une rencontre de championnat face au FC Slovácko. Titularisé ce jour-là, il participe à la victoire de son équipe en inscrivant également son premier but.
En 2019, il s'illustre en Coupe de Tchéquie, en inscrivant un but lors de la demi-finale gagnée face au Sparta Prague. Il marque ensuite un autre but lors de la finale remportée face au Baník Ostrava.
Il dispute ensuite quelques mois plus tard la phase de groupe de la Ligue des champions (six matchs joués). Le Slavia Prague enregistre deux nuls et quatre défaites. Le Slavia se voit ensuite reversé en Ligue Europa. Le Slavia progresse jusqu'en quart de finale, en étant éliminé par le club londonien de Chelsea.
Masopust se fait remarquer le 9 novembre 2023, en marquant un but contre l'AS Rome, lors d'un match de groupe de la Ligue Europa 2023-2024. Il contribue ainsi à la victoire de son équipe par deux buts à zéro.

### En sélection
Avec les espoirs, il participe au championnat d'Europe espoirs en 2015. Lors de cette compétition organisée dans son pays natal, il joue deux matchs. Avec un bilan d'une victoire, un nul et une défaite, la Tchéquie ne parvient pas à dépasser le premier tour.
Le 23 mars 2018, il figure pour la première fois sur le banc des remplaçants de l'équipe nationale A, mais sans rentrer en jeu, lors d'une rencontre amicale face à l'Uruguay (défaite 2-0). Trois jours plus tard, Lukáš Masopust honore sa première sélection avec l'équipe de Tchéquie, lors d'un match contre la Chine. Il est titulaire lors de cette rencontre qui se solde par la victoire des siens sur le score de quatre buts à un.
Le 10 septembre 2019, il inscrit son premier but en sélection, lors de la victoire des Tchèques face au Monténégro (0-3). Un mois plus tard, il délivre sa première passe décisive, contre l'Angleterre (victoire 2-1). Un mois plus tard, il délivre une nouvelle passe décisive, face au Kosovo (victoire 2-1). Ces trois rencontres rentrent dans le cadre des éliminatoires de l'Euro 2020.

## Palmarès
- Champion de Tchéquie en 2019, 2020 et 2021 avec le Slavia Prague
- Vainqueur de la Coupe de Tchéquie en 2019 avec le Slavia Prague
- Finaliste de la Coupe de Tchéquie en 2015, 2016 et 2018 avec le Slavia Prague
- Vainqueur de la Supercoupe tchéco-slovaque en 2019 avec le Slavia Prague